# Moyenne de Favre
La moyenne de Favre est la moyenne de la quantité de mouvement pondérée par la moyenne de masse volumique, utilisée dans les écoulements turbulents à densité variable ou compressibles où elle remplace la moyenne de Reynolds. La méthode a été introduite par Alexandre Favre en 1965,,. Ce problème avait été étudié par Joseph Boussinesq (1872), Osborne Reynolds (1896), Hendrik Antoon Lorentz (1897, 1907), Lewis Fry Richardson (1921), Johannes Martinus Burgers (1929), Kampé de Fériet (1934-1957) et d'autres. Cette moyenne simplifie l'écriture des termes convectifs non linéaires dans les équations de Navier-Stokes au prix d'une complication des termes de diffusion.

## Variables moyennes de Favre
Le moyennage de Favre est effectué pour toutes les variables dynamiques à l'exception de la pression. Pour les composantes de vitesse, {\displaystyle u_{i}}, la moyenne de Favre est définie comme :
{\displaystyle {\widetilde {u_{i}}}={\frac {\overline {\rho u_{i}}}{\overline {\rho }}}}
où le surlignage indique la moyenne de Reynolds et le tilde désigne la moyenne de Favre ; {\displaystyle \rho (\mathbf {x} ,t)} est le champ de masse volumique. La décomposition de Favre des composantes de vitesse s'écrit alors comme suit :
{\displaystyle u_{i}={\widetilde {u_{i}}}+u_{i}''}
Où {\displaystyle u_{i}''} est la partie fluctuante de la moyenne de Favre, qui satisfait la condition {\displaystyle {\widetilde {u_{i}''}}=0}, c'est-à-dire {\displaystyle {\overline {\rho u_{i}''}}=0}.
A contrario la décomposition de Reynolds est donnée par {\displaystyle u_{i}={\overline {u_{i}}}+u_{i}'}, où {\displaystyle u_{i}'} est la partie fluctuante de la moyenne de Reynolds, qui satisfait la condition {\displaystyle {\overline {u_{i}'}}=0}.
Les variables moyennes de Favre sont plus difficiles à mesurer expérimentalement que celles moyennes de Reynolds. Cependant, les deux variables peuvent être reliées de manière exacte dans quelques cas où la relation entre la masse volumique et la quantité fluctuante sont connues. Par exemple pour la vitesse :
{\displaystyle {\widetilde {u_{i}}}={\overline {u_{i}}}\left(1+{\frac {\overline {\rho 'u_{i}'}}{{\overline {\rho }}\,{\overline {u_{i}}}}}\right).}
L'avantage des variables moyennes de Favre est clairement visible en prenant la moyenne normale du terme {\displaystyle \rho u_{i}u_{j}} qui apparaît dans le terme convectif des équations de Navier-Stokes écrites sous forme conservative, :
{\displaystyle {\begin{aligned}{\overline {\rho u_{i}u_{j}}}&={\overline {\rho }}\,{\overline {u_{i}}}\,{\overline {u_{j}}}+{\overline {\rho }}{\overline {u_{i}'u_{j}'}}+{\overline {u_{i}}}{\overline {\rho 'u_{j}'}}+{\overline {u_{j}}}{\overline {\rho 'u_{i}'}}+{\overline {\rho 'u_{i}'u_{j}'}}\\&={\overline {\rho }}{\widetilde {u_{i}}}{\widetilde {u_{j}}}+{\overline {\rho u_{i}''u_{j}''}}.\end{aligned}}}
Il existe donc cinq termes lorsque l'on utilise la moyenne de Reynolds contre deux pour la moyenne de Favre.